# Pentecost Star
Pentecost Star (с англ. — «Звезда Пентекоста») — еженедельное периодическое издание Вануату, выпускаемое на острове Пентекост, архипелаг Новые Гебриды. Газета была основана Кейтли Ханго в августе 2007 года.
Издание является «единственной газетой, написанной от руки». Его основатель — 37-летний бывший журналист Traiding Post — заявил, что его целью было «распространять интересную, фактическую информацию для жителей Пентекоста». Ханго пишет каждый экземпляр газеты полностью вручную и распространяет в аэропорту Сара и в Совете правительства провинции Пенама в Саратамате. После первого же распространённого выпуска газеты автор «получил поздравления и наилучшие пожелания за его образцовые усилия по проведению такой инициативы» от издания Solomon Times.
В апреле 2008 года Ханго посетил столицу Вануату, Порт-Вилу, чтобы официально опубликовать свою газету в надежде на её дальнейшее развитие. В июле этого же года издание Radio Vanuatu сообщило, что «газета будет выходить в печатном виде и распространяться в городах Порт-Вила и Люганвиль».